# Macia
Macia is een plaats in Mozambique, gelegen in de provincie Gaza en in het district Bilene Macia. Er woonden in 2005 24.153 inwoners. Macia ligt aan een knooppunt van wegen aan de 205 en aan de EN1.